# 譚崇仁
譚崇仁香港大學電子商業科技研究所所長，曾帶領IBM深藍研究小組，與國際象棋世界冠軍卡斯巴羅夫進行人腦對電腦象棋比賽。

## 生平
在重慶出生，父親是四川人，母親是上海人。1949年移居台灣，1959年到美國修讀工程學。1963年在美國西雅圖大學取得電子工程學士學位。1969年在紐約哥倫比亞大學取得工程科學博士學位。1969年起在IBM的T.J. Watson 研究中心擔任研究員。1971年起在哥倫比亞大學出任電子工程系與計算機系兼職教授。1984年起研究及開發高性能平行電腦系統。
1992年，IBM委任譚崇仁為超級電腦研究計劃主管，領導研究小組開發專門用以分析國際象棋的深藍超級電腦。深藍的運算速度為每秒2億步棋。1996年2月，深藍首次挑戰國際象棋世界冠軍卡斯巴羅夫，但以2-4落敗。其後研究小組把深藍加以改良，1997年5月再度挑戰卡斯巴羅夫，最終深藍電腦以3.5–2.5擊敗卡斯巴羅夫。
其後，譚崇仁擔任IBM研究中心應用系統部高級經理，專注於電子商務應用。1999年，譚崇仁參與創立香港大學電子商業科技研究所，並在同年9月成為首任所長。

## 榮譽
- ACM院士
- IEEE資深會員

## 資料來源
- 貿易通電子貿易專網：譚崇仁教授：夢想成真
- 譚崇仁簡歷
- 譚崇仁 香港大學
- 人物專訪：超級電腦“深藍”研究主管譚崇仁（页面存档备份，存于）
- （英文）香港大學電子商業科技研究所
- 曠世之戰——IBM深藍奪冠之路 ISBN 7-302-08410-6